# Finger food
Finger food (z ang. „żywność jedzona palcami”) – rodzaj pożywienia jedzonego przy użyciu rąk, dla odróżnienia od potraw spożywanych przy użyciu sztućców. W niektórych kulturach większość pokarmów tradycyjnie jest spożywana rękami (Etiopia, Azja Południowa). W kulturze japońskiej spożywanie potraw rękoma jest charakterystyczne dla posiłków jedzonych poza domem. Często do finger food zalicza się żywność kupowaną i spożywaną na ulicach miast (street food). 

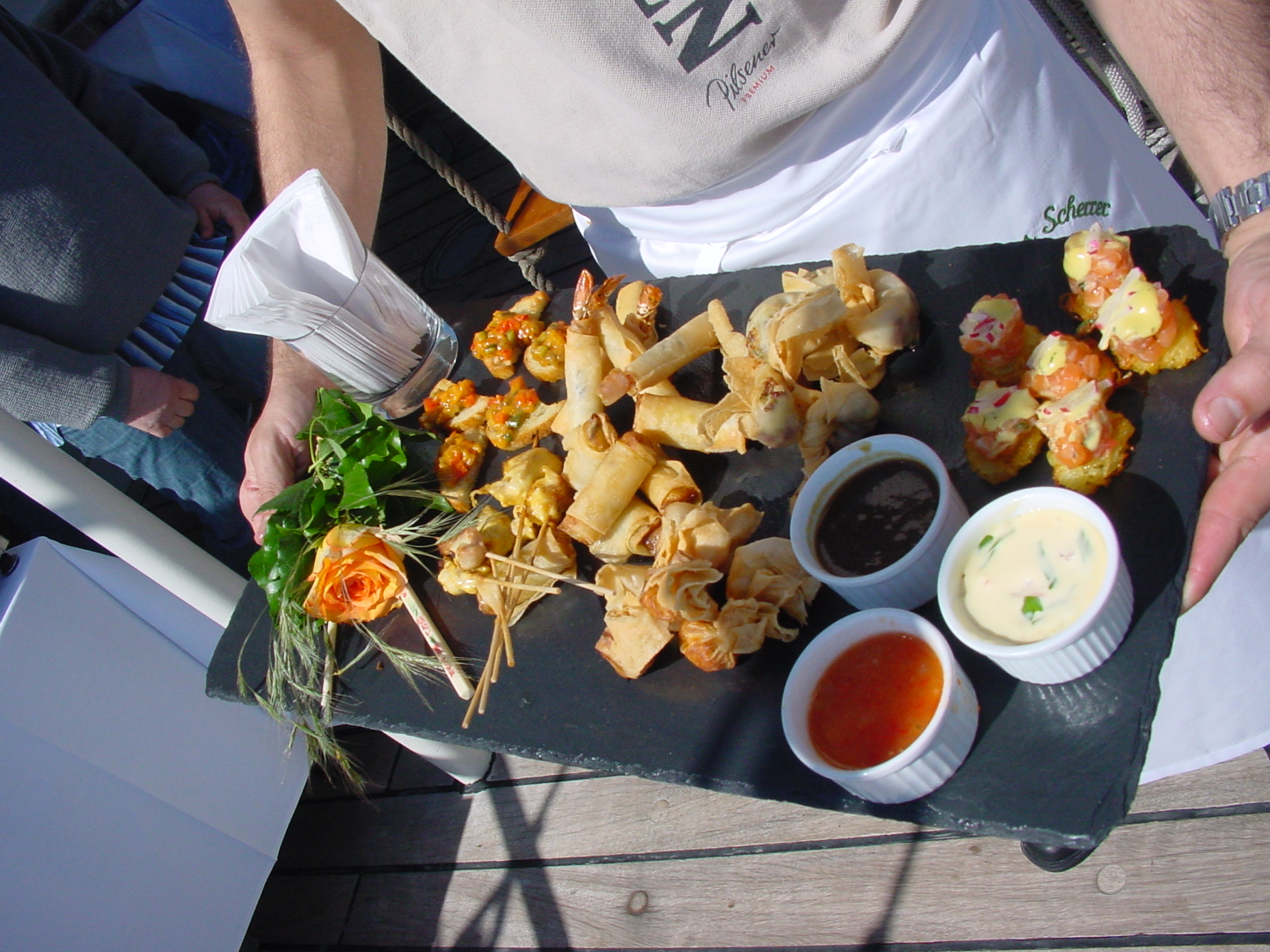
Typowy zestaw finger food

Pojęcie finger food upowszechniły poradniki kulinarne w latach 80. XX w. W 1986 June Budgen poświęciła tego rodzaju potrawom osobny rozdział w swojej Księdze przekąsek. W początkach XXI w. na rynku wydawniczym pojawiło się kilkanaście poradników poświęconych przygotowywaniu finger food. W Europie Zachodniej pojęcie finger food odnosi się najczęściej do przekąsek (fr. hors d'oeuvres), rzadziej do dań głównych. Wielkość spożywanej potrawy powinna być taka, aby starczyła na 1–2 kęsy. W Polsce synonimem finger food staje się określenie „na jeden kęs”. Generalnie akceptowane jest spożywanie rękoma miniaturowych pierogów z nadzieniem mięsnym, kiełbasek, sera i oliwek na wykałaczkach, a także drumsticków z kurczaka i miniaturowych kanapek oraz tartinek. Do potraw jedzonych rękami można też zaliczyć pizzę, hot dogi, owoce, chleb i placki zbożowe. Desery takie jak ciastka czy lody w waflach są zwyczajowo jedzone rękami, choć nie są określane mianem finger food. W Azji Wschodniej zarówno naleśniki, jak i kebaby je się wyłącznie przy użyciu rąk.

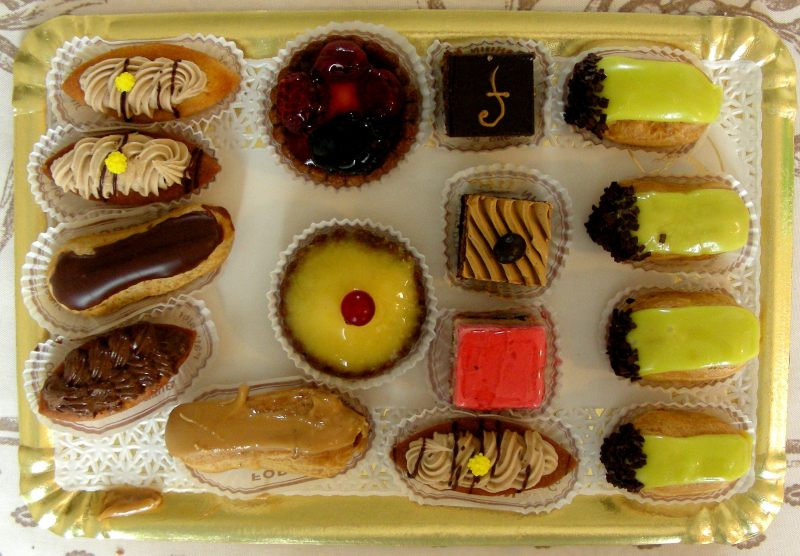
„Słodki zestaw” finger food

Współczesne firmy cateringowe dostarczają szerokiego asortymentu finger food na uroczystości rodzinne (wesela, urodziny), jako tańszą odmianę przekąsek, stwarzającą gościom większą swobodę w doborze przysmaków, nieograniczoną konwencjonalnym użyciem sztućców. W czasie bardziej sformalizowanych przyjęć coraz częściej pojawiają się na stołach ciastka, krakersy i pokrojone owoce, które najwygodniej jeść rękoma.